# Lekkoatletyka na Igrzyskach Luzofonii 2006
Lekkoatletyka na Igrzyskach Luzofonii 2006 – zawody, które odbyły się w Makau na stadionie Estádio Campo Desportivo, w dniach 11-12 października. Tabelę medalową zdominowali lekkoatleci z Brazylii. Medale z konkurencji lekkoatletycznych stanowiły większość wszystkich medali rozdanych na tych igrzyskach.

## Rezultaty

### Mężczyźni
| Konkurencja                   | 1. miejsce                                                                               | Wynik    | 2. miejsce           | Wynik    | 3. miejsce          | Wynik    |
| ----------------------------- | ---------------------------------------------------------------------------------------- | -------- | -------------------- | -------- | ------------------- | -------- |
| Bieg na 100 m                 | Jorge Celio Sena                                                                         | 10.42    | Rafael Ribeiro       | 10.57    | Ricardo Monteiro    | 10.83    |
| Bieg na 200 m                 | Bruno de Barros                                                                          | 21.55    | Arnaldo Abrantes     | 21.92    | Holder da Silva     | 22.42    |
| Bieg na 400 m                 | Fernando Almeida                                                                         | 46.88    | Rohitha Pushpakumara | 47.61    | Paulo Ferreira      | 51.46    |
| Bieg na 800 m                 | Kléberson Davide                                                                         | 1:50.50  | Diego Chargal Gomes  | 1:51.50  | Renato Silva        | 1:51.63  |
| Bieg na 1500 m                | Chaminda Indika Wijekoon                                                                 | 3:56.67  | Tiago Rodrigues      | 3:56.96  | António Travassos   | 3:57.55  |
| Bieg na 5000 m                | Sergio Silva                                                                             | 14:22.40 | Carlos da Silva      | 14:42.52 | Eder Silva          | 14:42.86 |
| Półmaraton                    | Nelson Cruz                                                                              | 1:09:08  | Licinio Pimentel     | 1:09:36  | Rui Teixeira        | 1:09:51  |
| Bieg na 3000 m z przeszkodami | Pedro Ribeiro                                                                            | 8:58.11  | Alberto Paulo        | 8:59.07  | Iurquen Roese       | 9:38.44  |
| Bieg na 110 m przez płotki    | Rodrigo Pereira                                                                          | 14.00    | Eder Souza           | 14.06    | Luis de Sá          | 14.59    |
| Bieg na 400 m przez płotki    | Kurt Couto                                                                               | 50.29 NR | Raphael Fernandes    | 50.55    | Edivaldo Monteiro   | 51.66    |
| Sztafeta 4 × 100 m            | Brazylia · Thiago Jacinto Dias · Fernando de Almeida · Jorge Célio Sena · Rafael Ribeiro | 40.28    | Portugalia           | 41.12    | Makau               | 42.37    |
| Sztafeta 4 × 400 m            | Brazylia · Diego Venâncio · Kléberson Davide · Raphael Fernandes · Fernando de Almeida   | 3:07.81  | Sri Lanka            | 3:14.10  | Portugalia          | 3:14.96  |
| Skok wzwyż                    | Fábio Baptista                                                                           | 2.12     | Rafael Gonçalves     | 2.10     | Guilherme Cobbo     | 2.10     |
| Skok w dal                    | Rogério Bispo                                                                            | 7.79     | Thiago Dias          | 7.52     | José Gaspar         | 7.24     |
| Trójskok                      | Nelson Évora                                                                             | 16.30    | Hilton da Silva      | 15.66    | Sampath Weerasinghe | 15.62    |
| Pchnięcie kulą                | Marco Fortes                                                                             | 17.73    | Gustavo Mendonça     | 17.01    | Ronald Odair Julião | 16.10    |

### Kobiety
| Konkurencja                | 1. miejsce            | Wynik    | 2. miejsce         | Wynik    | 3. miejsce         | Wynik    |
| -------------------------- | --------------------- | -------- | ------------------ | -------- | ------------------ | -------- |
| Bieg na 100 m              | Susanthika Jayasinghe | 11.42    | Franciela Krasucki | 11.77    | Thaissa Presti     | 12.01    |
| Bieg na 200 m              | Susanthika Jayasinghe | 23.20    | Franciela Krasucki | 24.12    | Elisa Cossa        | 24.57    |
| Bieg na 400 m              | Cristina Elaine       | 55.38    | Carla Ratão        | 57.40    | Joana Frias        | 1:00.52  |
| Bieg na 800 m              | Leonor Piuza          | 2:07.34  | Geisiane de Lima   | 2:13.76  | Gisiane Bertoni    | 2:13.94  |
| Bieg na 1500 m             | Sandra Teixeira       | 4:25.43  | Sabine Heitling    | 4:26.78  | Lidia Sousa        | 4:40.47  |
| Bieg na 5000 m             | Sabine Heitling       | 17:19.37 | Celma Bonfim       | 18:17.12 | Un Ieng Wong       | 21:44.45 |
| Półmaraton                 | Mónica Silva          | 1:22:34  | Fernanda Ribeiro   | 1:24:57  | Leong Lai Heong    | 1:39:52  |
| Bieg na 100 m przez płotki | Lucimara Silva        | 13.57    | Fabiana Moraes     | 14.07    | Telma Cossa        | 14.09 NR |
| Bieg na 400 m przez płotki | Amanda Dias           | 58.25    | Gisele Cruz        | 1.01.05  | Catarina Bastos    | 1.03.55  |
| Sztafeta 4 × 100 m         | Brazylia              | 45.58    | Portugalia         | 48.26    | Makau              | 50.93    |
| Sztafeta 4 × 400 m         | Brazylia              | 3:42.01  | Portugalia         | 3:49.90  | Makau              | 4:09.17  |
| Skok wzwyż                 | Marisa Anselmo        | 1.84     | Monica Freitas     | 1.81     | Sofia Pires        | 1.70     |
| Trójskok                   | Tânia Silva           | 13.42    | Susana Costa       | 12.46    | Patrícia Mamona    | 12.15    |
| Skok w dal                 | Tânia Silva           | 5.96     | Patricia Venancio  | 5.95     | Patrícia Mamona    | 5.65     |
| Pchnięcie kulą             | Kelly Medeiros        | 15.08    | Dulce da Silva     | 14.14    | Anna Paula Pereira | 13.67    |

## Tabela medalowa
| Poz.    | Państwo                           |    |    |    | Łącznie |
| ------- | --------------------------------- | -- | -- | -- | ------- |
| 1       | Brazylia                          | 19 | 15 | 7  | 41      |
| 2       | Portugalia                        | 6  | 13 | 15 | 34      |
| 3       | Sri Lanka                         | 3  | 2  | 1  | 6       |
| 4       | Mozambik                          | 2  | 0  | 2  | 4       |
| 5       | Republika Zielonego Przylądka     | 1  | 0  | 0  | 1       |
| 6       | Wyspy Świętego Tomasza i Książęca | 0  | 1  | 0  | 1       |
| 7       | Makau                             | 0  | 0  | 5  | 5       |
| 8       | Gwinea Bissau                     | 0  | 0  | 1  | 1       |
| Łącznie | Łącznie                           | 31 | 31 | 31 | 93      |